# Prague Open 1992
Il Prague Open 1992 è stato un torneo di tennis giocato sulla terra rossa. 
È stata la 1ª edizione del torneo, che fa parte della categoria Tier IV nell'ambito del WTA Tour 1992.
Si è giocato al I. Czech Lawn Tennis Club di Praga in Repubblica Ceca, dal 20 al 26 luglio 1992.

## Campionesse

### Singolare
Radka Zrubáková ha battuto in finale  Katerina Šišková con il punteggio di 6–3, 7–5

### Doppio
Karin Kschwendt /  Petra Schwarz hanno battuto in finale  Eva Švíglerová /  Noëlle van Lottum con il punteggio di 6–4, 2–6, 7–5